# Église Saint-Pierre de Graimbouville
L'église Saint-Pierre est une église catholique située dans la commune de Graimbouville, en France.

## Localisation
L'église est située à Graimbouville, commune du département français de la Seine-Maritime.

## Historique
L'église est fondée au XIe siècle, le chœur est daté du XIIe siècle. L'édifice est dédié à saint Pierre et saint Paul.
La construction dure de la nef du XIIe siècle s'achève au XIVe siècle par le remplacement des ouvertures, le transept et le portail ouest est daté du XVIe siècle. La sacristie est datable pour sa part de la toute fin du XIXe siècle.
Des travaux ont également eu lieu au XVIIIe siècle sur les ouvertures et la voûte de la nef.
L'édifice est inscrit au titre des monuments historiques depuis le 24 novembre 1926.
En 2000, la Fondation pour la sauvegarde de l'art français accorde une subvention de 17 532 euros destinée à des travaux de gros œuvre.

## Description
L'édifice bâti sur une longue période possède « une grande diversité de couvertures ». Il est construit en pierre, silex et grès.
L'église possède un plan en forme de croix latine.
La nef comporte une voûte en berceau.
Le sanctuaire possède une arcature romane.